# بیون راسموسن
بیون راسموسن (دانمارکی: Bjørn Rasmussen; ۱۹ مهٔ ۱۸۸۵ – ۹ اوت ۱۹۶۲) بازیکن فوتبال اهل دانمارک بود.
وی به‌همراه تیم ملی فوتبال دانمارک به مدال نقره در بازی‌های المپیک تابستانی ۱۹۰۸ رسیده‌است.